# Search Party (televisieserie)
Search Party is een Amerikaanse satirische donkere komische thriller. De serie volgt een groep vrienden die betrokken raken bij de zoektocht naar een vermiste jonge vrouw en de gebeurtenissen die volgen uit hun betrokkenheid.
Het eerste seizoen werd vanaf 21 november 2016 door TBS uitgezonden en het tweede seizoen vanaf 19 november 2017. Het derde seizoen begon vanaf 25 juni 2020 te lopen op HBO Max. De eerste aflevering van het vierde seizoen werd op 14 januari 2021 uitgezonden. Zowel TBS als HBO Max maken deel uit van WarnerMedia. Na het vijfde seizoen besloten de makers ermee op te houden.

## Verhaal
Search Party volgt het leven van de in New York wonende Dory Sief, haar gedweeë lief Drew Gardner, de flamboyante Elliott Goss en de lichtzinnige actrice Portia Davenport. Julian Marcus, Siefs ex-lief, een onbevangen journalist wiens karakter hem dikwijls met anderen in conflict brengt, is de tegenpool van het groepje.
Het eerste seizoen zoemt in op het verdwijnen van Siefs kennis Chantal Witherbottom en de zoektocht die Sief begint omdat ze denkt dat Witherbottom in gevaar is. Drew, Elliott en Portia, die met problemen in hun eigen levens proberen om te gaan, geraken tegen hun zin bij de zoektocht betrokken.
Het tweede seizoen gaat over de dood van Keith Powell. Hij is een privédetective die er door Sief wordt van verdacht een gevaar voor Witherbottom te betekenen en dat met zijn leven bekoopt. Het groepje probeert het normale leven weer te hervatten terwijl ze Powells dood proberen weg te moffelen.
In het derde seizoen worden Sief en Gardner berecht voor de dood van Powell. Sief ontkent elke betrokkenheid. Ze dient de bewijzen die hun betrokkenheid bij Powells dood suggereren te ontkrachten. Er ontstaat een mediacircus rondom de rechtszaak. De relaties binnen het groepen vrienden komen onder druk te staan en Siefs geestelijke gezondheid gaat erdoor achteruit.

## Rolverdeling
Hoofdrollen
| Acteur               | Personage        |
| -------------------- | ---------------- |
| Alia Shawkat         | Dory Sief        |
| John Reynolds        | Drew Gardner     |
| John Early           | Elliott Goss     |
| Meredith Hagner      | Portia Davenport |
| Brandon Micheal Hall | Julian Marcus    |

Nevenrollen
| Acteur             | Personage            |
| ------------------ | -------------------- |
| Clare McNulty      | Chantal Witherbottom |
| Ron Livingston     | Keith Powell         |
| Jeffery Self       | Marc                 |
| Christine Taylor   | Gail                 |
| Phoebe Tyers       | April                |
| Claire Tyers       | June                 |
| Tymberlee Hill     | Joy Hartman          |
| Jennifer Kim       | Agnes Cho            |
| Christine Ebersole | Mariel Davenport     |
| Rosie Perez        | Lorraine De Coss     |
| Parker Posey       | Brick                |
| Michael Showalter  | Max                  |
| Kate Berlant       | Nia Carpourtalas     |
| J. Smith-Cameron   | Mary Ferguson        |
| Judy Reyes         | Deb                  |
| Jay Duplass        | Eliah                |
| Griffin Newman     | Gavin                |
| Michaela Watkins   | Polly Danzinger      |
| Shalita Grant      | Cassidy Diamond      |
| Louie Anderson     | Bob Lunch            |
| Chloe Fineman      | Charlie Reeny        |

## Prijzen
| Jaar | Prijs                          | Categorie      | Genomineerden | Resultaat   |
| ---- | ------------------------------ | -------------- | ------------- | ----------- |
| 2017 | Gotham Independent Film Awards | Doorbraakserie | Search Party  | Genomineerd |